# Optische eigenschappen
Optische eigenschappen van materialen zijn materiaaleigenschappen die bepalen hoe het materiaal invloed uitoefent op lichtstralen, zoals:
- Doorzichtigheid (zie opaciteit): de ene stof laat meer licht door dan de andere. Dat hangt, behalve van de dikte, vooral af van de mate van lichtabsorptie door het materiaal.
- Kleur: een stof kan bijvoorbeeld een deel van het lichtspectrum absorberen en vertoont daardoor een bepaalde kleur.
- Reflectie: bepaalde stoffen kaatsen een groter of kleiner deel van het licht terug.
- Breking (ook refractie genoemd): stoffen veranderen de richting waarin een lichtstraal zich voortplant.
- Dubbelbreking: sommige stoffen (zoals calciet) breken een deel van de lichtstraal in één richting en een ander deel in een andere richting (optische anisotropie).

Daarnaast spreekt men ook van optische eigenschappen van bepaalde objecten, zoals
- spiegels
- lenzen
- prisma’s
- optische instrumenten in het algemeen.